# Тель-Авивская фондовая биржа
Тель-Авивская фондовая биржа (Tel Aviv Stock Exchange, TASE, ивр. הבורסה לניירות ערך בתל אביב‎) — создана в 1953 году на базе бюро по торговле ценными бумагами. Изначально представляла собой частную компанию, акционерами были 27 израильских банков и брокерских компаний. 1 августа 2019 г. акции были размещены на Тель-Авивской фондовой бирже и компания стала публичной.
Биржа работает с воскресенья по четверг, в воскресенье с 09:30 до 16:30, с понедельника по четверг - с 09:30 до 17:30.

## События и происшествия
- В 1983 году из-за системного кризиса котировки акций рухнули на 70 % и биржа была закрыта на две недели.
- 5 января 2006 года оборот торгов составил рекордный $1 млрд при среднем дневном показателе[когда?] 223 млн. Активизация произошла на фоне ухудшения здоровья премьер-министра Израиля Ариеля Шарона, перенёсшего в этот день операцию на головном мозге после обширного инсульта.

## Листинг
Данные на апрель 2002 года:
| Сектор                       | Количество компаний | Рыночная капитализация акций (млрд шек.) |
| ---------------------------- | ------------------- | ---------------------------------------- |
| Недвижимость и строительство | 91                  | 141                                      |
| Технологии                   | 70                  | 135                                      |
| Промышленность               | 61                  | 110                                      |
| Банки                        | 8                   | 102                                      |
| Биомедицина                  | 46                  | 85                                       |
| Торговля и услуги            | 67                  | 53                                       |
| Энергетика, нефть и газ      | 27                  | 33                                       |
| Инвестиции                   | 41                  | 29                                       |
| Страхование                  | 7                   | 19                                       |
| Финансовые услуги            | 22                  | 13                                       |

## Индексы фондовой биржи

### Фондовые индексы в соответствии с рыночной стоимостью
- Индекс Тель-Авив 35 (ранее «Индекс Маоф») - индекс, представляющий цену 35 крупнейших компаний (с точки зрения рыночной стоимости) на Тель-Авивской фондовой бирже.
- Индекс Тель-Авив 125 - индекс акций 125 крупнейших компаний на фондовой бирже, которые включены в базу данных Римон. Этот индекс торгуется на рынке деривативов TASE.
- Индекс Тель-Авив 90 - индекс акций, входящих в индекс ТА-125, но не входящих в индекс ТА-35.

### Отраслевые фондовые индексы[3]
- TA-Industrials —  промышленность
- TA Global-BlueTech — технологические и биомедицинские компании
- TA Tech - Elite — компании из индекса TA Global-BlueTech с рыночной капитализацией не менее 75 млн шекелей
- TA-Technology — технологические и биомедицинские компании
- TA-Biomed — биомедицинские компании
- TA-Finance — финансовый сектор
- TA-Banks5 — индекс акций пяти крупнейших банков
- TA Insurance-Plus — страхование и финансовые услуги
- TA Oil & Gas — нефтегазовая отрасль
- TA-Energy Utilities — энергетические компании (включая "чистую энергетику")
- TA-Communication & InformationTechnology — связь и информационные технологии
- TA-RealEstate — недвижимость
- TA-Construction — строительство

### Индексы Тель-Бонд
Индексы облигаций коммерческих компаний.